# Nachtkultur
Nachtkultur war eine halbstündige Kultursendung des SWR. Sie wurde von Markus Brock sowie in Vertretung von Anja Höfer moderiert. Sendezeit war Donnerstagabend, mit wechselnden Anfangszeiten zwischen 23:00 und 23:15 Uhr, SWR-Fernsehen. Sie wurde im Format 16:9 ausgestrahlt. Sie umfasste Themengebiete, die im weitesten Sinn mit Kultur zu tun hatten. Dazu gehörten unter anderem Mode, Architektur, Fernsehen und Musik.
Mit der Sendung vom 12. Dezember 2013 wurde die Sendereihe eingestellt.